# Basa

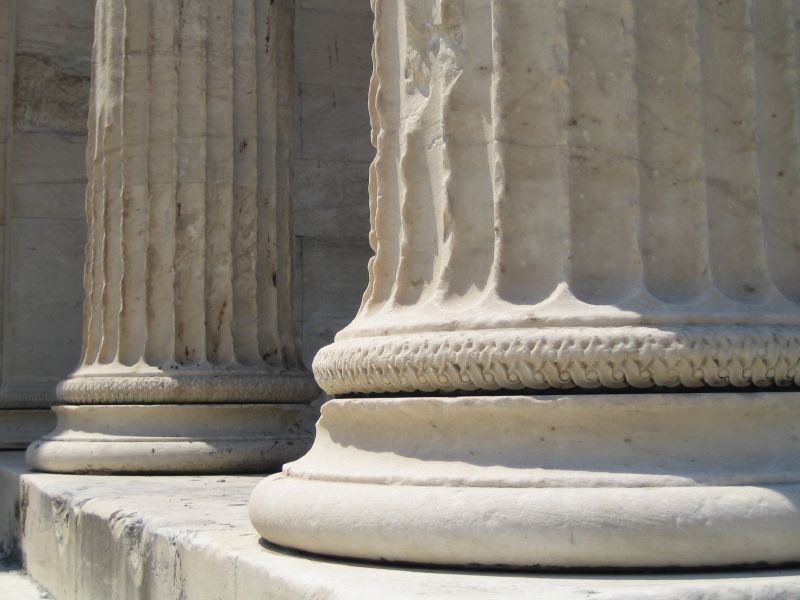
Basa.

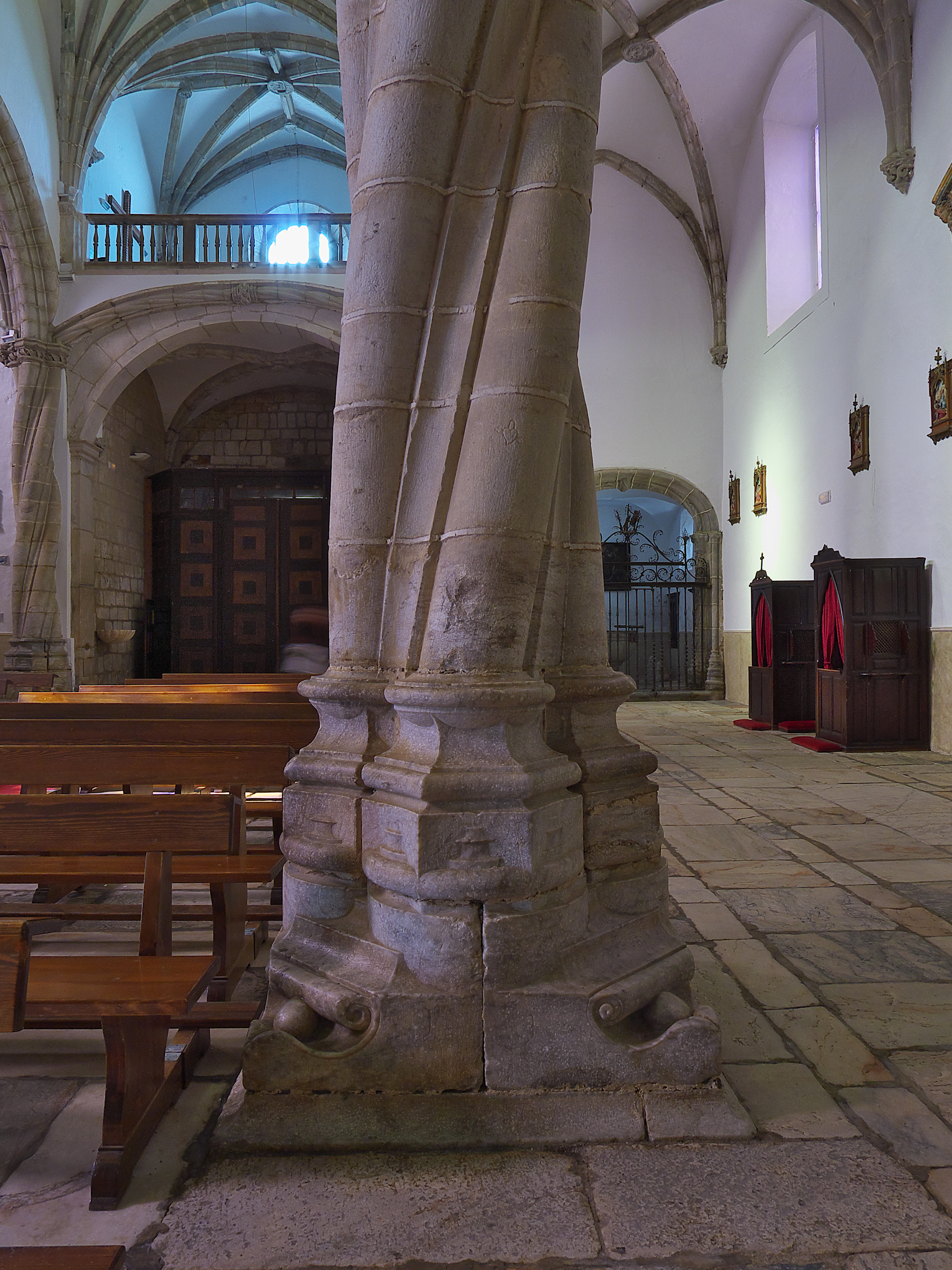
Iglesia de Santa María Magdalena (Olivenza). Basa

En arquitectura clásica, la basa es la parte inferior de la columna, que tiene como fin servir de punto de apoyo al fuste, ampliando aquel, y está compuesto generalmente por molduras. 

## Historia
En Asiria ase encuentra la basa de la columna con formas que anunciaban ya las griegas. En la misma Persépolis se han hallado basas jónicas de disposiciones variadas, unas colocadas simplemente sobre un doble plinto, otras superadas por una campana o flor de loto invertida con hojas pendientes que se caían sobre un plinto circular al modo de las columnas egipcias. 
En el Antiguo Egipto se encuentran ejemplos de basas que no son más que un toro o un zócalo que forma el asiento de las columnas. Entre los griegos, al orden dórico no se le ponía basa y la columna arrancaba directamente desde el suelo o del estilóbato. Al orden jónico se le daba la basa ática o aticurga o bien la llamada jónica. La primera se componía por dos toros separados por una escocia comprendida entre dos filetes y el toro inferior se apoyaba en el suelo pues el aditamento del plinto lo hicieron los romanos. La basa jónica se compone por escocias acopladas por filetes superado todo por un toro. El orden corintio no tenía basa especial en los edificios griegos. 
Los romanos añadieron a las basas griegas ligeramente modificadas la toscana que comprende un toro, un filete y una apófige. En el orden dórico el toro lleva encima un astrágalo. Así es la basa adoptada por Viñola pero los romanos dieron a este orden de basas perfiles muy variados como por ejemplo las del Coliseo; otras veces suprimieron la basa a la manera de los griegos. Formaron también la basa corintia y compuesta combinando la jónica y la ática y componiéndose de un plinto, un toro, una o dos escocias separadas por un doble junquillo y un segundo toro coronado por un filete y un apófige para enlazar con la caña de la columna.  
Al empezar la arquitectura cristiana las basas sufrieron modificaciones en los diversos periodos atravesados por la misma. En el estilo románico se tomaron las columnas de los monumentos clásicos o se imitaron con mayor o menor perfección. Unas veces se suprimieron y otras por el contrario, se duplicaron o se asentaron sobre pedestales sencillos o dobles según lo exigían las condiciones de la construcción. En el segundo periodo se continuaron usando o más bien, imitando las antiguas entre las que aparece alguna vez la ática exornada con adornos propios del periodo. 
En el tercer periodo son todas las basas muy caprichosas y variadas adornadas con frecuencia según el sistema decorativo del estilo. Las más sencillas se reducen a un ábaco invertido, guarnecidas las aristas con un junquillo y otras sin embargo, forman como un capitel completo invertido. Algunas recuerdan a la toscana y se componen de un toro más o menos aplanado, a veces tanto que degenera en un simple chaflán colocado sobre un plinto cuadrado, siendo la mayor parte imitaciones de la ática, con los toros muy prominentes desprovistas de apófiges, de filetes y hasta de escocias. Esta sin embargo, aparece en otras muy profunda y unida al toro superior formando entre las dos una especie de talón. Lo mismo sucede con el toro inferior que en unas está reducida a un cuarto bocel o un cuarto de elipse mientras que en otras está muy desarrollado que el superior. El plinto participa también de esta variedad de formas siendo en ocasiones poco elevado pero en otras, tan alto que se puede contemplar como un auténtico zócalo el cual se une a veces con el plinto por medio de un glacis. Se hallan generalmente en los triángulos mixtilíneos que resultan en las esquinas del plinto por la inscripción del toro inferior, una bola, una hoja, un animal fantástico o un objeto pequeño similares a grapas como patas que sostienen la columna. Hay basas sumamente originales como las que imitan a una serie de ladrillos sobrepuestos de mayor a menor. 
Las del primer periodo gótico pueden dividirse en dos épocas distintas. Las de la primera difieren poco de las anteriores y conservan el elemento de la ática y los de la segunda disminuyen en altura y aumentan en extensión o anchura aplanándose los toros al punto de que el inferior se vuelve prácticamente imperceptible mientras que se extiende y sobresale del plinto resultando éste inscripto en lugar de circunscripto y convirtiéndose la escocia en una garganta profunda de estrecha abertura y ahondada de tal manera que parece una canal para dejar correr el agua. Los plintos son por lo general altos como pedestales con una moldura en su parte inferior y algunos aparecen dobles formando resalto el uno con el otro y unidos por una copada. En las columnas fasciculadas las basas están corridas sobre zócalos o pedestales elevados.

## Tipos
Según los órdenes clásicos, la basa cambia:
- Orden dórico: el fuste apoya directamente sobre el estilóbato.
- Orden jónico: la basa consta, de abajo arriba, de plinto,  toro, escocia y astrágalo. Se suele llamar a este último "toro superior".
- Orden corintio: la basa, similar a la del jónico, ocasionalmente puede llevar dos escocias, entre las que habría un anillo semejante al toro, pero más delgado. Similar a la basa compuesta.
- Orden toscano: la basa consta de plinto y toro.

Se distinguen además los siguientes tipos de basas:
- Basa ática o aticurga. La formada por dos toros en medio de los cuales hay una escocia.
- Basa compuesta. La formada por dos toros, un astrágalo y dos escocias.
- Basa con junquillos. La que tiene sus molduras esculpidas en forma de toros o cordones.
- Basa continuada. Perfil de moldura que forma basamento, extendiéndose por toda la longitud de un edificio y siguiendo el saliente de las columnas o pilastras que decoran su fachada.
- Basa de pedestal. La inferior de las tres partes que forman un pedestal y que sienta sobre el pavimento.
- Basa funicular. La que tiene los toros imitando cables.
- Basa mutilada. La que solo se perfila sobre la caras laterales de una pilastra.
- Basa suspendida. Denominación que se aplica a veces alas ménsulas.[2]